# Битва трёх королей (фильм)
«Битва трёх королей» — масштабный исторический фильм режиссёров Сухейля Бен-Барка и Учкуна Назарова, снятый в 1990 году.

## Сюжет

### Первая серия
1568 год. Марокко освобождено из-под власти Португалии, но среди арабских вождей возникают раздоры. Принц Абдельмалек вынужден бежать в Алжир, принадлежащий туркам. Он принимает участие в морских рейдах своего тестя Агат-Мора, доставляет оружие восставшим морискам Гранады, обороняет Кипр от испанских войск, попадает в плен, откуда бежит при помощи генуэзского купца Карло ди Пальма. В Андалузии Абдельмалек знакомится с Файзой, сестрой предводителя восставших Акалая бен-Омейя, однако девушка попадает в гарем турецкого султана, где обретает его благосклонность. Впрочем, ей удаётся общаться с марокканским принцем во время его приездов в Стамбул, но после смерти Селима II Файзу отправляют в изгнание.

### Вторая серия
Войска турецкого султана выбивают испанцев из Туниса. Тогда султан предоставляет отличившему в битве Абдельмалеку армию для захвата Марокко. Прежний правитель страны Молай, Мухаммед, вынужден бежать в Португалию, где обещает королю Себастьяну I отдать прибрежную полосу в обмен на военную помощь. Тем временем турки начинают сомневаться в лояльности Абдельмалека. Португальская армия высаживается на побережье Марокко и захватывает порты, однако новому султану страны удаётся сыграть на тщеславии юного короля и навязать ему сражение. Начинается знаменитая битва трёх королей…

## В ролях
- Массимо Гини — Абдельмалек, принц Марракеша
- Клаудия Кардинале — Роксолана, жена турецкого султана
- Уго Тоньяцци — Карло ди Пальма, генуэзский купец
- Шухрат Иргашев — Саид Рамдан, турецкий капитан, затем паша
- Хашим Гадоев — Агат-Мора, турецкий бей Алжира
- Фарида Муминова — дочь Агат-Моры
- Ф. Мюррей Абрахам — Иегуди Осрейн, еврейский врач из Гранады
- Харви Кейтель — отец Луис де Сандобаль
- Хоакин Инохоса — Акалай бен-Омейя (бывший дон Фернандо)
- Анхела Молина — Файза, сестра Акалая
- Фернандо Рей — Папа Римский Павел V
- Мохаммед Мифтах — Зеркун, друг Абдельмалека
- Суад Амиду — Мариэль, сестра Абдельмалека
- Сергей Бондарчук — Селим II, султан Турции
- Андрей Подошьян — Ахмед, брат Абдельмалека
- Виктор Бутов — Себастьян I, король Португалии
- Альберт Филозов — Ганс, королевский библиотекарь
- Мелис Абзалов — Молай Мухамед, султан Марокко
- Якуб Ахмедов — Пияль-паша, турецкий адмирал
- Игорь Дмитриев — граф Ниниозо
- Борис Химичев — Захарий Флюге
- Александр Пороховщиков — консул Франции в Алжире
- Олег Фёдоров — епископ Тебальдо, иезуит
- Александр Зуев — Хуан Австрийский
- Александр Ильин — немецкий наёмник
- Виктор Королёв — Монелло
- Вера Сотникова — Рубина, наложница турецкого султана
- Клара Джалилова — служанка в турецком гареме